# بیکوبای
بیکوبای (به لاتین: Bekobay) یک منطقهٔ مسکونی در ماداگاسکار است که در ماهاجانگا دوم (بخش) واقع شده‌است.
 بیکوبای  ۵٬۰۰۰ نفر جمعیت دارد و ۱۴ متر بالاتر از سطح دریا واقع شده‌است.